# لوویسا کارلسون
لوویسا کارلسون (سوئدی: Lovisa Karlsson؛ زادهٔ ۲۴ مهٔ ۱۹۹۵) قایقران زن قایق بادبانی اهل سوئد است.